# Gregorio del Pilar (Ilocos Sur)
Gregorio del Pilar (Concepcion) ist eine Stadtgemeinde in der philippinischen Provinz Ilocos Sur. Im Jahre 2015 zählte sie 4875 Einwohner. Die Stadt ist nach dem philippinischen Kriegshelden und General Gregorio del Pilar benannt. Da der Ort am Fuße des Mount Tirad liegt, gehört ein Teil des Gebietes zum Tirad Pass Nationalpark.
Gregorio del Pilar ist in folgende sieben Baranggays aufgeteilt:
- Alfonso
- Bussot
- Concepcion
- Dapdappig
- Matue-Butarag
- Poblacion Norte
- Poblacion Sur

Anmerkung: Población (spanisch für Population) bezeichnet auf den Philippinen mehrere im Zentrum einer Stadtgemeinde liegende Barangays.